# Municipio de San Juan Juquila Vijanos
El municipio de San Juan Juquila Vijanos (del náhuatl: xiuh, quilitl, la ‘azul, quelite, abundancia’‘Donde abunda el quilite azul’) es uno de los 570 municipios que conforman al estado mexicano de Oaxaca. Pertenece al distrito de Villa Alta, dentro de la región sierra norte. Su cabecera es la localidad de San Juan Juquila Vijanos.

## Geografía
El municipio abarca 28.05 km² y se encuentra a una altitud promedio de 1520 m s. n. m., oscilando entre 2400 y 900 m s. n. m.

## Demografía
De acuerdo al último censo, realizado por el INEGI en 2010, en el municipio habitan 1832 personas, repartidas entre 7 localidades.